# Zaynab Nefzaouia
Titre
Reine de Marrakech
1061 – 1106
Zaynab Nefzaouia, ou Zineb Tanefzaout (en arabe : زينب النفزاوية (Zaynab an-Nafzawiyyah), en berbère : Zinb Tanefzawt), de son nom complet Zaynab bint Ishaq en-Nefzaoui al-Houari (fl. 1075), est une femme influente berbère des débuts de la dynastie almoravide, fondatrice et reine de Marrakech et ayant pris contrôle du Maghreb et d'une partie de l'Espagne. Elle épouse Youssef ben Tachfine (r. 1061-1107), son troisième époux, et règne de fait à ses côtés,.

## Biographie
Zaynab Nefzaouia voit le jour à Aghmat en 1039. Très jeune, elle se distingue par son intelligence et son goût pour le débat politique.
Fille d’Ibrahim Nefzaouia, un riche marchand issu de Kairouan, une ville sainte en Ifriqya (Tunisie actuelle), Zaynab Nefzaouia voit le jour en 1039, aux pieds de l’Atlas, dans un petit village nommé Aghmat. Son père lui offre une éducation de grande qualité pour l’époque et très vite, Zaynab fait preuve d’une incroyable vivacité d’esprit et une envie d’apprendre intarissable. « À cette époque, il n’y en avait pas de plus belle, de plus intelligente, de plus mordante ou de plus spirituelle… elle était mariée à Youssef, qui a construit Marrakech pour elle » (Le Kitab al-Istibsar).
D'après Ibn Khaldoun, elle devient d'abord la concubine de Youssef ben Ali, chef des tribus berbères Wurika et Aylana vers Ghmate, au Maroc. Il la répudie très rapidement, n'appréciant pas son audace. Elle épouse ensuite Luqūt al-Maghrāwi, émir de Ghmate, qui meurt très vite au combat contre les Almoravides, et elle hérite de sa richesse. L'Al-Bayan al-Mughrib la décrit comme ayant ensuite reçu un grand nombre de propositions de mariage de chefs de tribus de tout le Maghre , mais refusant chacune, affirmant toujours qu'elle n'épouserait pas quelqu'un qui ne voulait pas régner sur tout le pays Maghrebin , Depuis lors veuve, elle épouse l'émir almoravide Abou Bakr ben Omar en septembre 1068. Selon une autre source, elle fait partie du harem de Luqūt al-Maghrāwi (Laghout), et lorsque celui-ci est vaincu par Abou Bakr, Zaynab est présentée parmi d'autres captives au vainqueur, qui décide de l'épouser, ayant entendu parler des conseils qu'elle prodiguait au vaincu. Cette source situe le mariage en 1057.
Au quatorzième siècle, l'Al-Bayan al-Mughrib raconte qu'elle bande les yeux d'Abu Bakr, puis l'emmène à une caverne souterraine secrète. Lorsqu'elle lui enlève son bandeau, il voit autour de lui un immense trésor d'or, d'argent, de perles et de rubis. « Tout ceci est à toi », dit-elle, avant de lui bander les yeux à nouveau et de repartir.

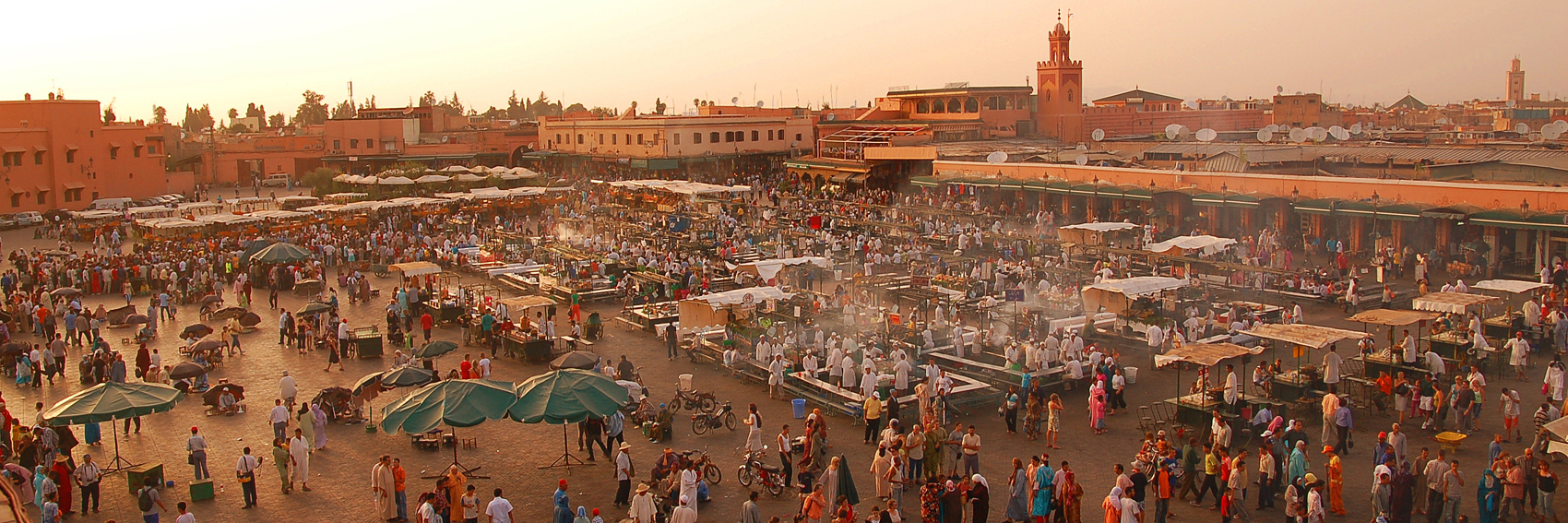
La ville de Marrakech, conçue par Zaynab Nefzaouia.

En mai 1070, Abou Bakr et son cousin Youssef ben Tachfine installent leur campement à l'oasis principale du Haouz, qui deviendra plus tard Marrakech. En janvier 1071, Abou Bakr doit mater une révolte almoravide dans le désert du Sahara. Comme c'était courant parmi les tribus sanhaja avant les campagnes militaires prolongées, Abou Bakr divorce de Zaynab avant son départ, lui conseillant d'épouser Youssef si elle avait besoin de protection. Il place Youssef ben Tachfine a la tête du Maghreb occidentale par intérim ; ce dernier deviendra le fondateur et premier sultan de la dynastie almoravide. Après les trois mois de période légale de séparation, Zaynab épouse Youssef ibn Tachfine en mai 1071.
Youssef ben Tachfine a soixante ans et près du double de son âge, mais leur relation tient du grand amour. Sur les conseils de sa femme, ben Tachfine étire les frontières de son empire dans tout le Nord de l'Afrique, en passant par l'Andalousie,. On l'appelle malika (« reine »), un titre peu utilisé et très honorifique. Elle est aussi surnommée al-qa'ima bi mulkihi (littéralement, « celle qui s'occupe du royaume de son mari »), en référence à sa participation aux affaires intérieures pendant le règne de son mari. La khutba n'est jamais faite à son nom, mais les historiens s'accordent pour dire qu'elle partage le pouvoir de son époux. Elle négocie souvent à la place de son mari, et ses connaissances politiques sont si convaincantes qu'on la surnomme souvent « la Magicienne ».
En 1062, Zaynab Nefzaouia conçoit les plans de la ville de Marrakech en attendant le retour de son mari parti en guerre. À son retour, ben Tachfine fait construire la ville conformément aux plans qu'elle a créés,.

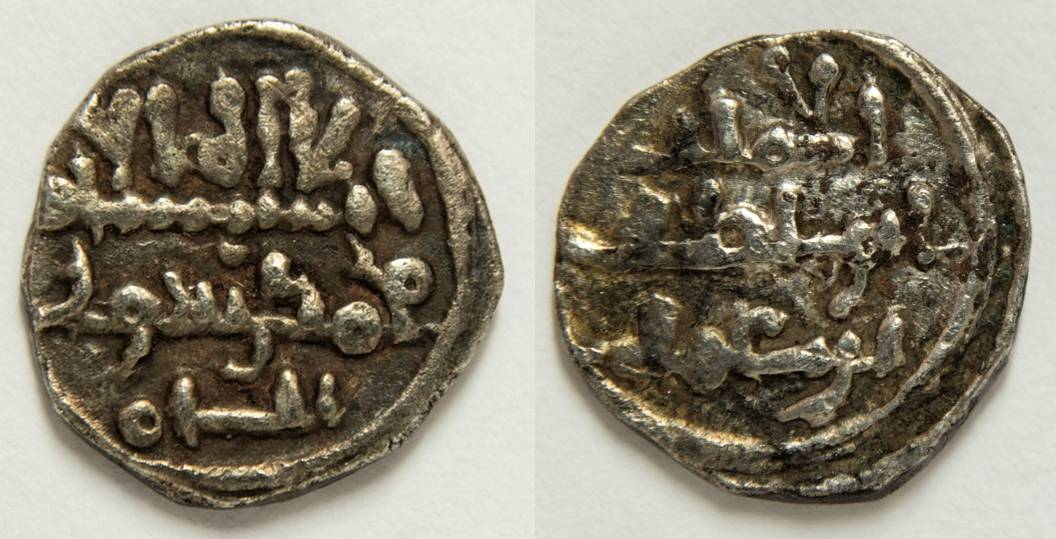
Pièce mentionnant Abou Bakr ben Omar.

En 1072, Abu Bakr prévient de son intention de revenir du Sahara pour reprendre son ancien poste, ainsi que sa femme. Youssef n'ose pas déclencher une guerre civile. Zaynab lui conseille de le confronter de façon ferme mais courtoise et de lui offrir des cadeaux luxueux. La rencontre se déroule donc sans incident. Abu Bakr retourne au Niger, où il meurt en 1087. Son nom reste gravé sur les pièces almoravides jusqu'à sa mort, plusieurs années plus tard.
Elle meurt en 1117, onze ans après son mari.

## Descendance
La postérité de Zaynab issue de ses deux premiers mariages est ignorée. Avec son troisième époux, Youssef ben Tachfine, deux de ses enfants furent retenus par la postérité :
- Ali ben Youssef[13], né en 1084. Succédant à son père, il devint sultan almoravide ;
- Tamima bint Youssef[13].

## Postérité
Son exemple et le fait qu'elle ait autant aidé à créer la dynastie et ses mœurs ont un impact énorme sur la situation des femmes dans le Maroc almoravide. Les princesses sont autorisées à participer aux affaires politiques, des femmes comme al-Rukuniyya enseignent à d'autres femmes du palais. On recense au moins deux femmes médecins à l'époque, et enfin, la princesse Fannu participe à la défense de la capitale pendant le déclin de la dynastie, en 1147.
La première référence faite à Zaynab Nefzaouia est dans le texte anonyme du douzième siècle Kitab al-Istibsar, qui affirme : « À son époque, aucune n'était plus belle ou intelligente ou mordante […]. Elle était mariée à Youssef, qui a construit Marrakech pour elle. »
En 2005, Zakya Daoud écrit Zaynab, reine de Marrakech, une biographie romancée de Zaynab Nefzaouia. En 2008, elle publie Les petits-enfants de Zaynab, une suite qui retrace l'histoire de ses descendants.